# 7
El año 7 (VII) fue un año común comenzado en sábado del calendario juliano, en vigor en aquella fecha. En el Imperio romano, era conocido como el Año del consulado de Metelo y Nerva (o menos frecuentemente, año 760 Ab urbe condita). La denominación 7 para este año se ha usado desde principios del período medieval, cuando la era A. D. se convirtió en el método prevalente en Europa para nombrar a los años.

## Acontecimientos
- El emperador Augusto depone al etnarca judío Herodes Arquelao.
- Iliria, Panonia y Dalmacia se rebelan contra Roma.
- Estrabón escribe Geografía (o en el 18).
- Publio Quintilio Varo es nombrado gobernador de Germania.
- Abgaro V de Edesa es depuesto como rey de Osroene.
- Augusto ordena el exilio de Agripa Póstumo, descartándolo así de la posibilidad de sucesión en el trono imperial.
- Vonones I se convierte en regente de Partia.
- Comienza la construcción del Templo de la Concordia.
- Varo comienza la organización de la provincia de Germania, entre los ríos Rin y Elba; las medidas tomadas para esto (censos, reclutamiento e imposición de leyes a las tribus germánicas) producirán más tarde una revuelta.

## Nacimientos
- Druso César: hijo de Germánico y Agripina.
- Cneo Domicio Corbulón: general romano.

## Fallecimientos
- Atenodoro Cananita, filósofo estoico.